# أوفيل ماكنزي
أوفيل ماكنزي (بالإنجليزية: Ovill McKenzie)‏ مواليد 26 نوفمبر 1979 في جامايكا، هو ملاكم محترف بريطاني يصنف ضمن فئة وزن خفيف الثقيل.

## إحصائيات
خاض خلال مسيرته 38 نزالا، فاز في 25 وتعادل في 1 وخسر في 12. فاز بالضربة القاضية في 13 نزالا.

## روابط خارجية
- أوفيل ماكنزي على موقع بوكس ريك (الإنجليزية) (registration required)